# Kismarja
Kismarja es un pueblo húngaro perteneciente al distrito de Derecske, condado de Hajdú-Bihar.

## Superficie
Cuenta con una superficie de 47,17 km².

## Demografía
Hasta 2024 la población era de 1099 habitantes, con una densidad de población de 23,29 hab/km².
| Gráfica de evolución demográfica de Kismarja entre 2020 y 2024 |
|                                                                |
| Datos según la Oficina Central de Estadística de Hungría.      |